# 安迪·赫里
安德魯·約翰·赫里（Andrew John Hurley，簡稱：Andy Hurley，1980年5月31日—）是美國龐克搖滾樂團打倒男孩（Fall Out Boy）的鼓手。

## 私人生活
赫里的父親在他五歲時去世，因此他是由擔任護士的母親養育長大。
他是吃全素的。

## 職業
赫里在2003年加入打倒男孩，剛好是在樂團發行首張專輯《打倒男孩之與你的女友在傍晚出遊》（Fall Out Boy's Evening Out With Your Girlfriend）之後。打倒男孩是赫里第四個和彼特·溫茲一起共事的樂團。
赫里同時也曾是 Racetraitor、killtheslavemaster、Project Rocket 和 The Kill Pill 樂團的成員。在1999年他在 Vegan Reich 樂團的EP《Jihad》中擔任客座鼓手。
赫里目前正在和朋友一起創作漫畫，名為《Post Collapse》。發行日期尚未確認。這本漫畫是關於文明是如何結束，而這又會對人類生活帶來何種影響。

## 鼓組
赫里使用 C&C Custom 的鼓，以及 Sabian 品牌的鑼。

## 資料來源
1. ↑  根據2007年2月號的《滾石雜誌》（Rolling Stone）內容

## 外部連結
- （英文）打倒男孩樂團官方網站 （页面存档备份，存于）
  - （中文）台灣中文官方網站（環球音樂）